# گوستاو هنتشل
گوستاو هنتشل (انگلیسی: Gustav Hentschel; ۵ ژوئیهٔ ۱۸۹۶ – ۷ ژوئن ۱۹۸۰) دوچرخه‌سوار اهل ایالات متحده آمریکا بود. وی در بازی‌های المپیک تابستانی ۱۹۲۴ شرکت کرده است.